# Шомон, Оливия
Оливия Шомон (фр. Olivia Chaumont, род. 30 октября 1950, Мёдон) — французский архитектор и защитница прав трансгендеров.

## Образование
Шомон окончила Высшую национальную школу изящных искусств в 1978 году. Изучала архитектуру в Институте городского хозяйства Парижа.

## Карьера

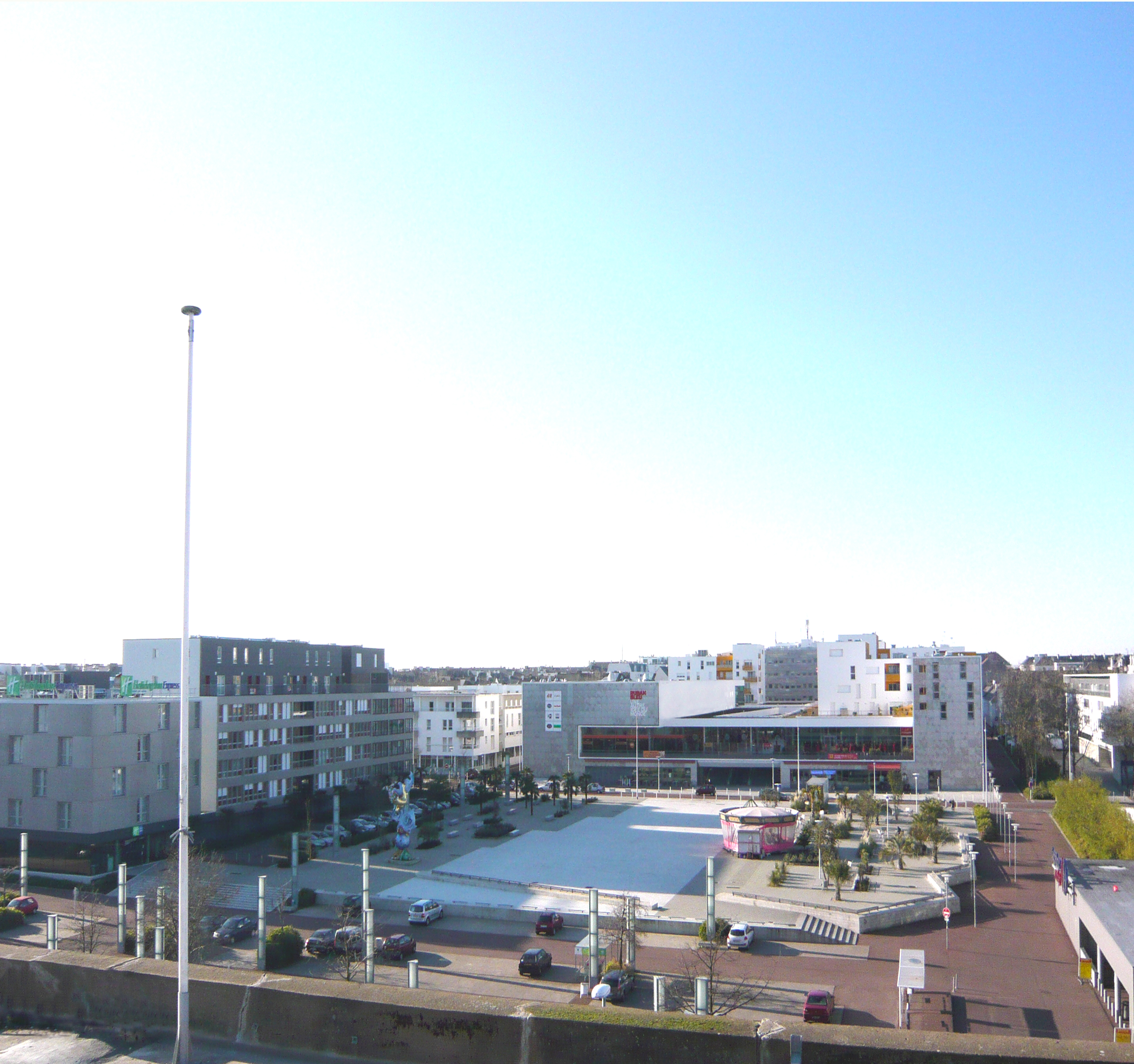
Ville-Port 2

В 1981 году Шомон основала агентство Urbatecture, а в 1991 году — агентство архитектуры и городского планирования Atelier Cité, которым она руководила до 2008 года.
В 1990 году Шомон был назначен экспертом государственного и регионального совета Нор — Па-де-Кале по рекультивации промышленных пустошей. На протяжении этих лет руководила многочисленными архитектурными и градостроительными проектами. В 1990 году она выиграла национальный конкурс «Pour une Architecture de la réhabilitation», организованный Министерством общественных работ за свой проект по реконструкции комплекса Монтеро-Рюффин в Монтрее. Подход был основан на уточнении статутов между частными и общественными пространствами и утверждении новой концепции жилых помещений. Это достижение является примером во Франции и за рубежом реинтеграции большого ансамбля в окружающую городскую структуру. В том же городе Шомон также была градостроителем зоны застройки центра города, комплекса из 110 единиц социального жилья, возвышающегося над ратушей.
В 2003 году Шомон стала победителем международного конкурса Ville-Port 2 в Сен-Назере.

## Трансгендерный активизм
В 2007 году Шомон поехала в Таиланд, где сделала операцию по смене пола. Она официально изменила свой гражданский статус в 2010 году и свой номер социального страхования в 2011 году. С тех пор она публично рассказала о своём опыте перехода во многих странах, в том числе перед Национальным собранием Франции в 2011 году. В 2013 году она опубликовала книгу о своём опыте под названием D’un corps à l’autre («От одного тела к другому»). С 2016 года она работает программистом на ЛГБТ-кинофестивале Chéries-Chéris в Париже.

## Масонство
Шомон с 1992 года был членом масонской организации Великий восток Франции. В 2007 году она попросила, чтобы организация признала её женщиной. В 2010 году совет ордена проголосовал за признание её таковой, и она стала первой транс-женщиной.